# Thomas F. Bayard, Sr.
Thomas F. Bayard, Sr. (Wilmington, 1828. október 29. – Dedham, 1898. szeptember 28.) az Amerikai Egyesült Államok szenátora (Delaware, 1869–1885).